# Lythrum
Kattenstaart (Lythrum) is een geslacht uit de kattenstaartfamilie (Lythraceae). Het zijn vochtminnende kruidachtige planten tot kleine struiken. Het geslacht telt 35 soorten die op alle continenten voorkomen behalve in Zuid-Amerika.
In België en Nederland komen de volgende soorten voor:
- Grote kattenstaart (Lythrum salicaria)
- Kleine kattenstaart (Lythrum hyssopifolia)
- Kruipkattenstaart (Lythrum junceum)
- Waterpostelein (Lythrum portula)

Adenaria · 
Ammannia · 
Capuronia · 
Crenea · 
Cuphea · 
Decodon · 
Diplusodon · 
Duabanga · 
Galpinia · 
Ginoria · 
Haitia · 
Heimia · 
Hionanthera · 
Koehneria · 
Lafoensia · 
Lagerstroemia · 
Lourtella · 
Lythrum (Kattenstaart) · 
Nesaea · 
Pehria · 
Pemphis · 
Physocalymma · 
Pleurophora · 
Punica · 
Rotala · 
Socotria · 
Sonneratia · 
Tetrataxis · 
Trapa · 
Woodfordia